# Transnistriens högsta sovjet

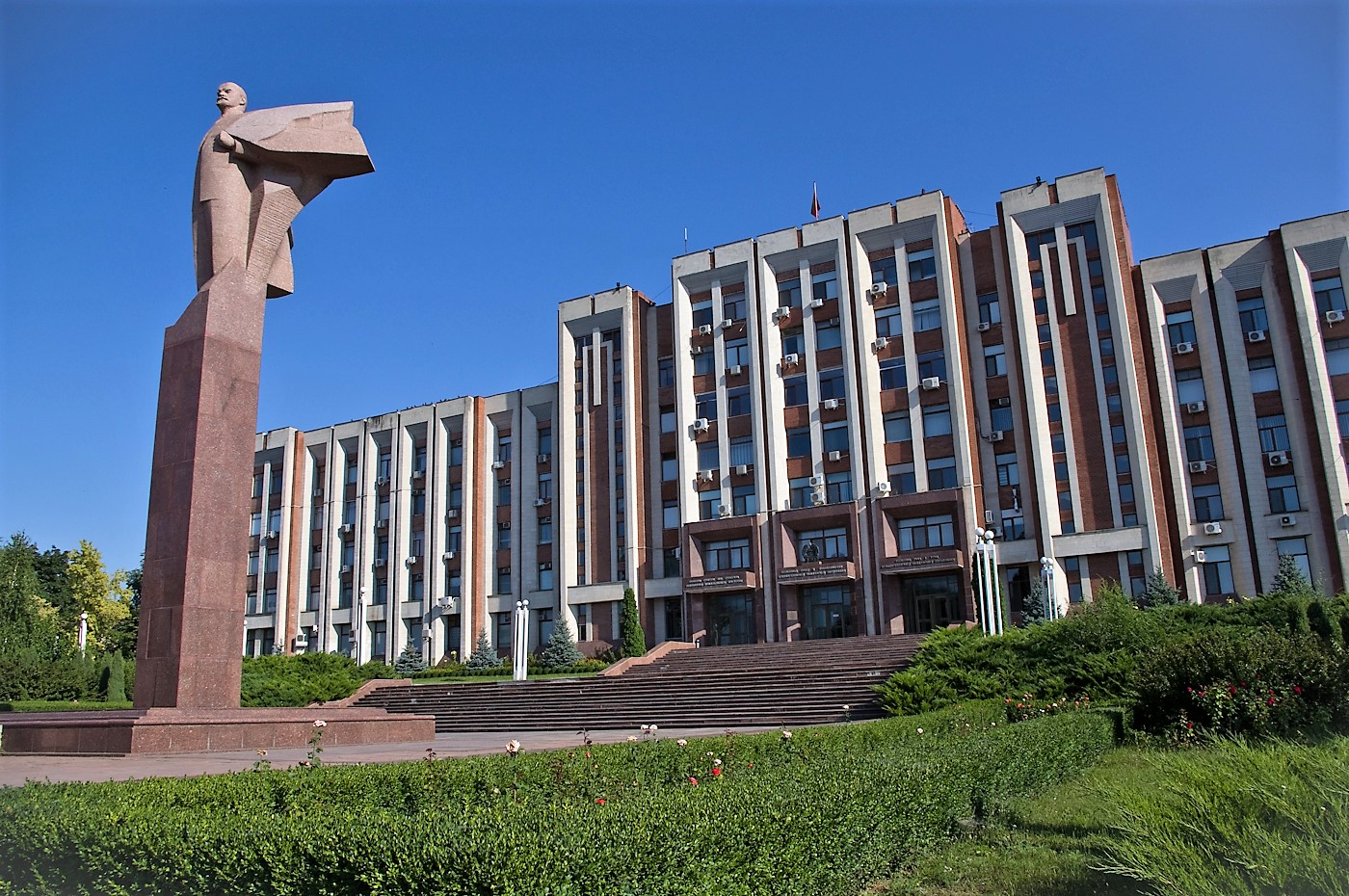
Byggnaden för Högsta sovjet och för regeringen, i Tiraspol i Transnistrien

Högsta sovjet  är namnet på Transnistriens parlament. Det har 33 ledamöter, alla valda i enmansvalkretsar. Det leds av en talman. Nuvarande (2022) presidenten Vadim Krasnoselski var talman december 2015–december 2016.
Högsta sovjet (ryska: Верховный Совет, Verchovnyj sovet, egentligen "högsta rådet") var också namnet på det högsta styrande organet i Sovjetunionen och dess enskilda delrepubliker.